# نورمن بیلی

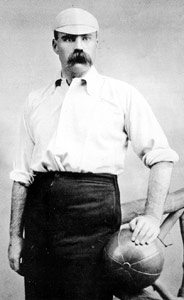
نگاره‌‌ای از نورمن بیلی، دههٔ ۱۸۸۰ میلادی

نورمن بیلی (به انگلیسی: Norman Bailey) بازیکن فوتبال زادهٔ ۲۳ ژوئیه ۱۸۵۷ اهل کشور انگلستان بود که سابقهٔ بازی در تیم ملی فوتبال انگلستان را در کارنامهٔ خود دارد. وی در تاریخ ۲ مارس ۱۸۷۸ نخستین بازی ملی خود را در مقابل تیم ملی فوتبال اسکاتلند انجام داد و با حضور در ۱۹ بازی ملی، در تاریخ ۱۹ مارس ۱۸۸۷ واپسین بازی ملی‌اش را در برابر تیم ملی فوتبال اسکاتلند برگزار کرد.
این بازیکن توانسته در بازی‌های ملی، ۲ گل به ثمر برساند.